# Jordan McFadden
Jordan McFadden (Spartanburg, Carolina del Sur; 16 de noviembre de 1999) es un jugador profesional estadounidense de fútbol americano, se desempeña en la posición de lineman en Los Angeles Chargers, en la National Football League (NFL).

## Carrera
Hizo su debut profesional con el equipo Los Angeles Chargers, lleva jugando una temporada, comenzó en el 2023.